# ملعب حجي آغوس سليم
ملعب سليم آغوس (بالإندونيسية: Stadion Gelora Haji Agus Salim)‏ هو ملعب كرة قدم يقع في بادانغ، سومطرة الغربية، إندونيسيا، يتسع لـ 15,000 متفرج.

## التاريخ
تم وضع حجر الأساس للملعب عام 1983. بدأ بنائه في 1985 وافتتح في نفس العام. تم تجديده في 2010.